# Pietro Longhi

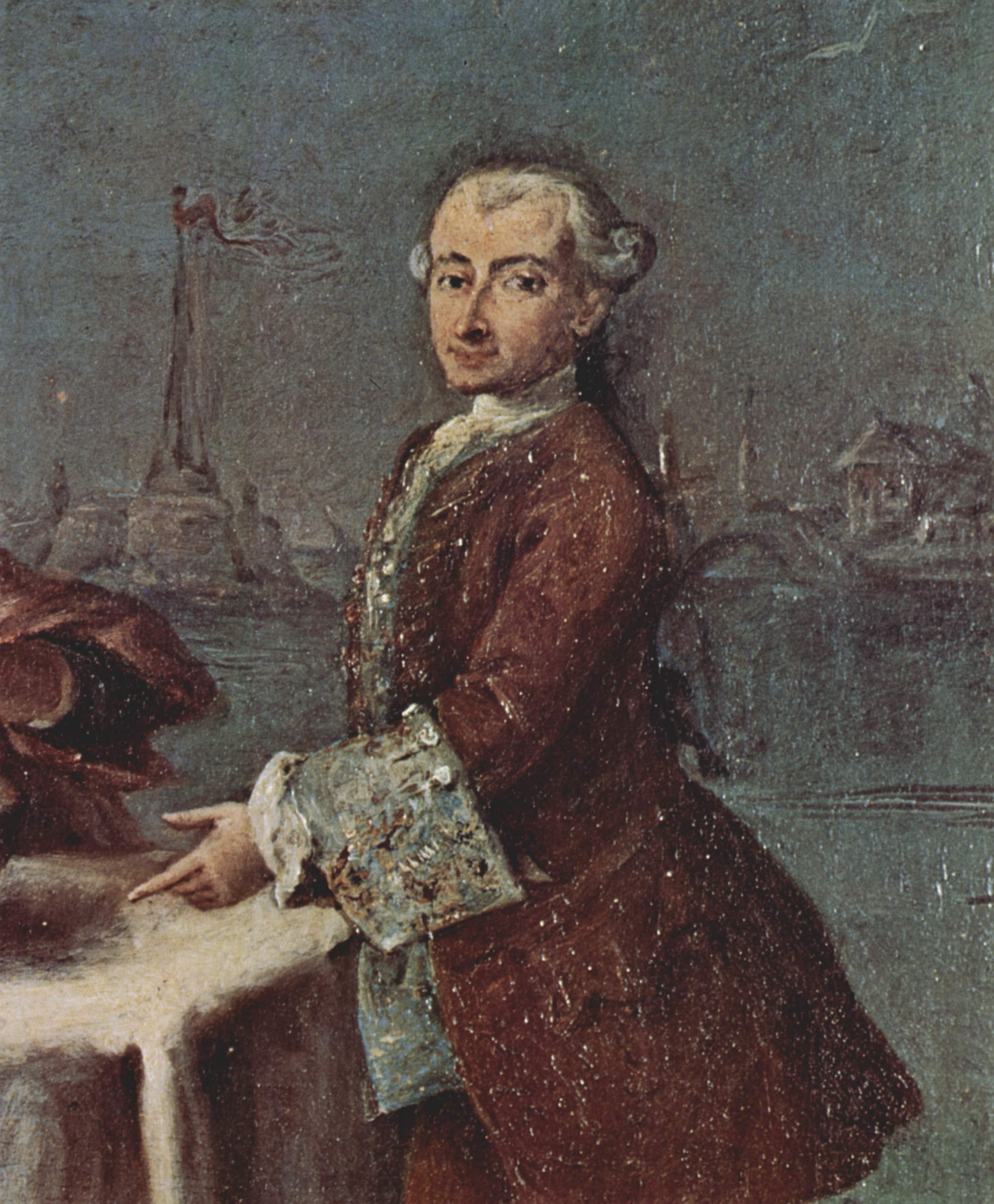
Pietro Longhi, självporträtt.

Pietro Longhi, född den 15 november 1701 i Venedig, död där den 8 maj 1785, var en italiensk målare. Han var far till Alessandro Longhi.
Longhi var mestadels verksam i sin födelsestad Venedig, vars borgerliga liv han skildrade i genremässigt uppfattade scener, interiörer (ofta med ljusdunkel) och exteriörer. Longhi tillskrevs tidigare freskerna i Palazzo Grassi i Venedig, men de anses numera ha målats av sonen Alessandro, som annars främst verkade som porträttmålare.